# QuaMath
QuaMath – Unterrichts- und Fortbildungs-Qualität in Mathematik entwickeln – ist ein bundesweites Fortbildungsprogramm zur Weiterentwicklung des Mathematikunterrichts mit einer Laufzeit von zehn Jahren (2023–2033). Es wird vom Deutschen Zentrum für Lehrkräftebildung Mathematik (DZLM) koordiniert und richtet sich an Lehrkräfte aller Allgemeinbildenden Schulen sowie an Dozierende für Frühe mathematische Bildung an Fachschulen für Sozialpädagogik. Ziel des Programms ist die nachhaltige Verbesserung der mathematischen Bildung in Deutschland.

## Hintergrund
Die Entwicklung von QuaMath erfolgte aufgrund sinkender Mathematikleistungen deutscher Schülerinnen und Schüler. Der IQB-Bildungstrend 2021 zeigte einen Rückgang der durchschnittlichen Mathematikleistung bei Viertklässlern von 500 Punkten (2011) auf 462 Punkte (2021). Der Anteil der Grundschüler, die die Mindeststandards nicht erreichten, stieg von 15,8 Prozent (2016) auf 21,8 Prozent (2021).
Im Sekundarbereich erreichten laut IQB-Bildungstrend 2018 nur 45 Prozent der Neuntklässler die Regelstandards in Mathematik, während knapp ein Viertel die Mindeststandards verfehlte.[5] Die internationale Studie TIMSS 2023 bestätigte, dass 24 Prozent der deutschen Viertklässler die Grundkompetenzen in Mathematik nicht erreichen.
Im Dezember 2021 beschloss die Kultusministerkonferenz (KMK) die Einrichtung des QuaMath-Programms.

## Konzeption

### Die fünf QuaMath-Prinzipien
QuaMath basiert auf fünf Qualitätsprinzipien für guten Mathematikunterricht: Kognitive Aktivierung regt Schülerinnen und Schüler zum eigenständigen mathematischen Denken und Problemlösen an. Verstehensorientierung fokussiert auf den Aufbau eines tiefen Verständnisses mathematischer Inhalte statt auf das Auswendiglernen von Rechenverfahren. Durchgängigkeit sichert zusammenhängende Lernprozesse, bei denen neue Inhalte systematisch an bereits Gelerntes anknüpfen. Lernenden-Orientierung und Adaptivität berücksichtigt individuelle Lernbedürfnisse durch angepasste Lernangebote. Kommunikationsförderung intensiviert den fachlichen Austausch, um Gedanken zu vertiefen und das Lernen von- und miteinander im Unterricht zu fördern.

### Wissenschaftliche Grundlagen
Die Prinzipien basieren auf Erkenntnissen der Lehr-Lern-Forschung und wurden vom DZLM-Netzwerk entwickelt. Aktuelle Forschung zeigt die Wirksamkeit von Lehrkräftefortbildungen, die praktische Methoden für typische Unterrichtssituationen vermitteln.

## Organisation

### Struktur
Das zehnjährige Programm gliedert sich in zwei Phasen: In der ersten Phase (2023–2028) werden Strukturen aufgebaut, Module entwickelt und sogenannte Multiplikatorinnen und Multiplikatoren ausgebildet. Diese speziell geschulten Lehrkräfte fungieren als regionale Fortbildner und geben die Inhalte an andere Lehrkräfte weiter. Die zweite Phase (2028–2033) optimiert und verbreitet das Programm basierend auf den Erfahrungen der ersten Jahre.
Jährlich sollen rund 1.000 Schulen neu in das Programm aufgenommen werden, sodass bis zum Jahr 2033 insgesamt etwa 10.000 allgemeinbildende Schulen beteiligt sind. Damit ist QuaMath das bislang größte bundesweite Fortbildungsprogramm zur mathematischen Bildung in Deutschland und erreicht voraussichtlich rund 30 Prozent aller allgemeinbildenden Schulen.

### Leitung und Programmverantwortliche
Die wissenschaftliche Leitung liegt bei Susanne Prediger (DZLM/IPN Kiel, TU Dortmund), Christoph Selter (TU Dortmund) und Hans Anand Pant (Humboldt-Universität Berlin). Das Programm wird vom DZLM koordiniert, das am Leibniz-Institut für die Pädagogik der Naturwissenschaften und Mathematik in der Abteilung für Fachbezogenen Erkenntnistransfer (FET) angesiedelt ist. An der Modulentwicklung sind 28 Professorinnen und Professoren aus dem DZLM-Netzwerk beteiligt.

### Finanzierung
Die Bundesländer stellen für die erste Programmphase 17,6 Millionen Euro zur Verfügung und investieren zusätzlich jährlich 5,5 Millionen Euro in Personal und Koordination.

## Umsetzung
Das Programm umfasst 27 Module in drei Kategorien: Basismodule zur Unterrichtsqualität, Inhaltsmodule zu mathematischen Themenbereichen und Vertiefungsmodule zu Schwerpunkten wie Differenzierung und Sprachbildung. Schulen bilden regionale Netzwerke mit drei bis fünf Lehrkräften je Schule. Der Fortbildungsprozess erstreckt sich über drei Jahre.
15 der 16 deutschen Bundesländer beteiligen sich an QuaMath; Thüringen nimmt nicht teil. Die Umsetzung in den Bundesländern erfolgt unter Berücksichtigung der verschiedenen Schulsysteme, bestehenden Fortbildungsstrukturen und regionalen Schwerpunkte.

## Wissenschaftliche Begleitung
Die Begleitforschung wird von einem Verbund aus zwölf Hochschulen und dem Leibniz IPN durchgeführt und untersucht die Kompetenzentwicklung von Fortbildnern, die Wirksamkeit der Fortbildungskonzepte und die Auswirkungen auf Unterrichtspraxis und Lernfortschritte.
Erste empirische Studien liefern bereits Erkenntnisse zur Programmumsetzung: Eine Untersuchung der Pädagogischen Hochschule Freiburg analysierte 2024 die Einstellungen von 230 Multiplikatorinnen und Multiplikatoren zum qualitätsvollen Mathematikunterricht. Dabei ließen sich 39 Prozent der Antworten den fünf QuaMath-Prinzipien zuordnen. Die Studie ergab zudem, dass die Fortbildenden selbst stärker auf didaktische Konzepte fokussieren, während sie bei den Lehrkräften eine Orientierung an oberflächlichen Unterrichtsmerkmalen erwarten.
Eine Pilotstudie der Universität Münster untersuchte 2023 die handlungsleitenden Orientierungen von 350 Multiplikatorinnen und Multiplikatoren zu den fünf QuaMath-Prinzipien. Dabei zeigten sich die höchsten Ausprägungen bei der Durchgängigkeit und die niedrigsten bei der Kognitiven Aktivierung.
Erste umfassende Evaluationsergebnisse werden für 2026 erwartet.

## Rezeption
QuaMath wird als Nachfolgeprogramm des SINUS-Transfer-Programms (1998–2013) betrachtet. Im Gegensatz zu SINUS zeichnet sich QuaMath durch eine engere Verzahnung von Praxis und Wissenschaft, die Nutzung digitaler Medien und einen systematischeren Ansatz aus. Susanne Prediger betonte den Unterschied zu früheren Programmen: „… Wir Wissenschaftler übernehmen direkt Verantwortung für den Prozess und schauen nicht erst hinterher, was alles falsch war.“
Experten benennen verschiedene Herausforderungen: Die zehnjährige Laufzeit erfordert personelle Kontinuität bei gleichzeitigem Lehrkräftemangel. Der Transfer von Fortbildungsinhalten in die tägliche Unterrichtspraxis bleibt eine zentrale Aufgabe.
Praktikerinnen wünschen sich mehr Entlastungsstunden für beteiligte Lehrkräfte und eine starke Vernetzung zwischen teilnehmenden Schulen.